# Syncrossus beauforti
Syncrossus beauforti är en fiskart som först beskrevs av Smith, 1931.  Syncrossus beauforti ingår i släktet Syncrossus och familjen nissögefiskar. IUCN kategoriserar arten globalt som nära hotad. Inga underarter finns listade i Catalogue of Life.